# Necora
Necora är ett släkte av kräftdjur som beskrevs av Holtuis 1987. Necora ingår i familjen simkrabbor.
Släktet innehåller bara arten Necora puber.

## Bildgalleri

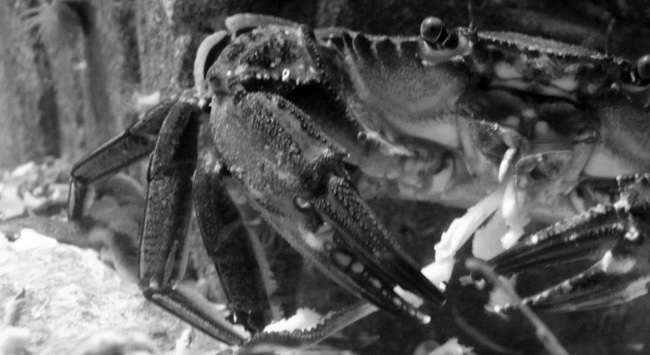
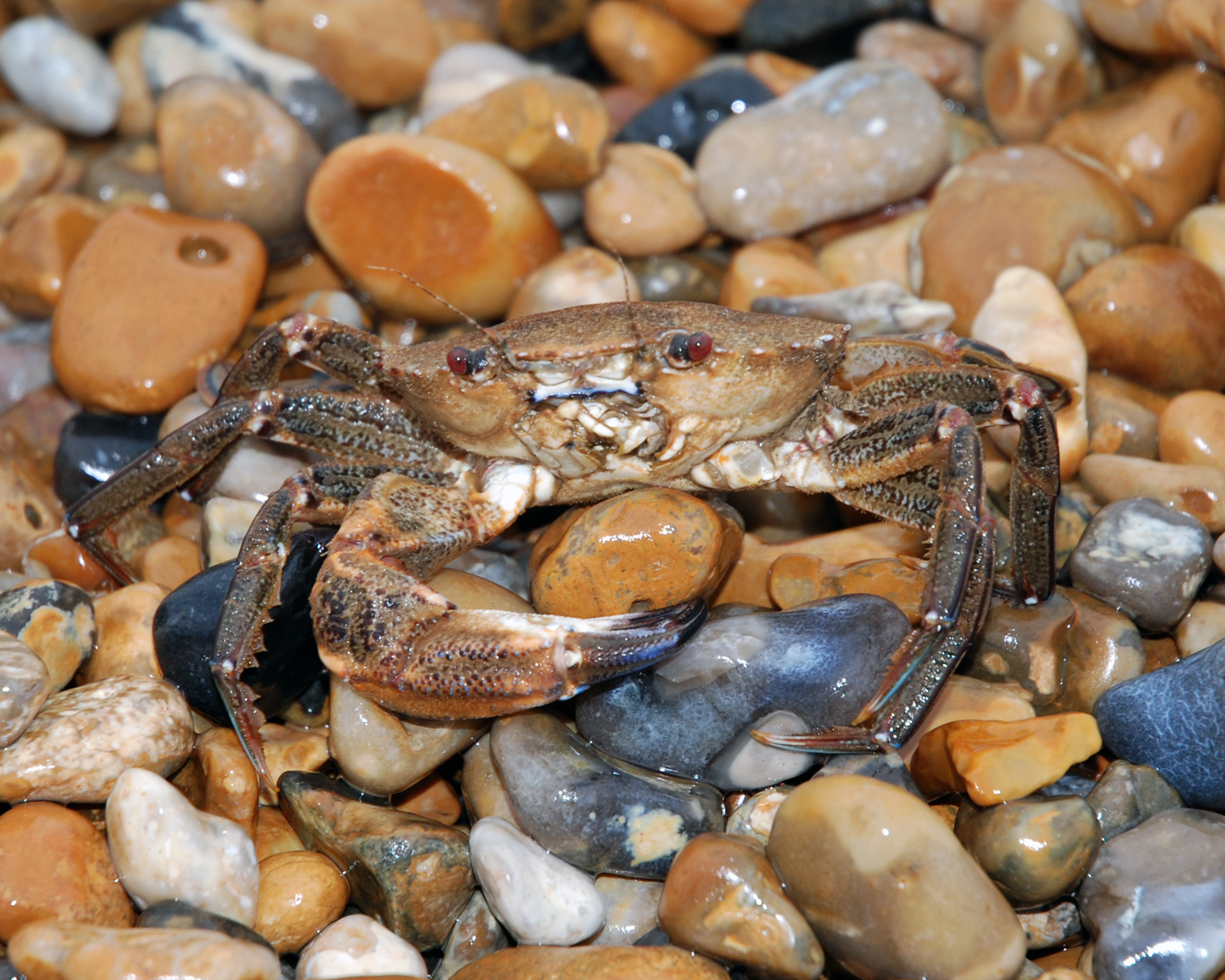
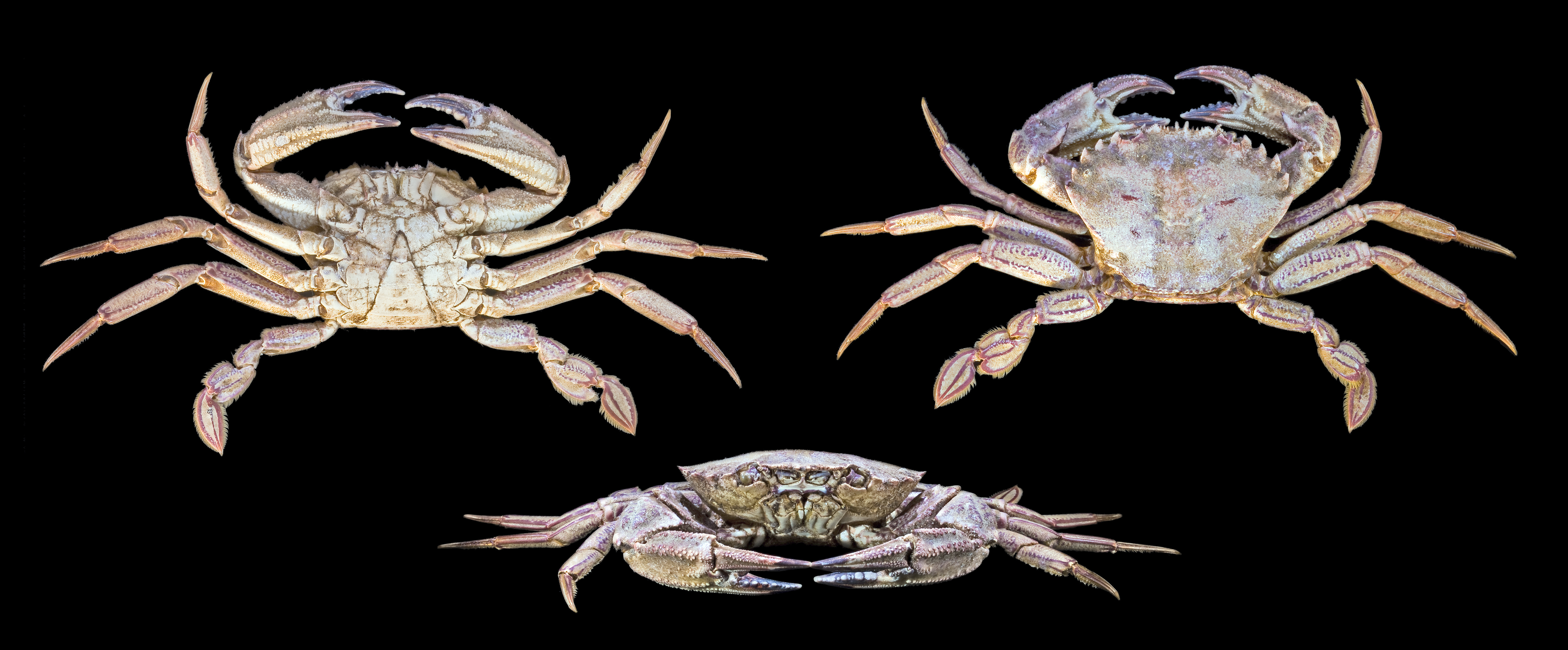
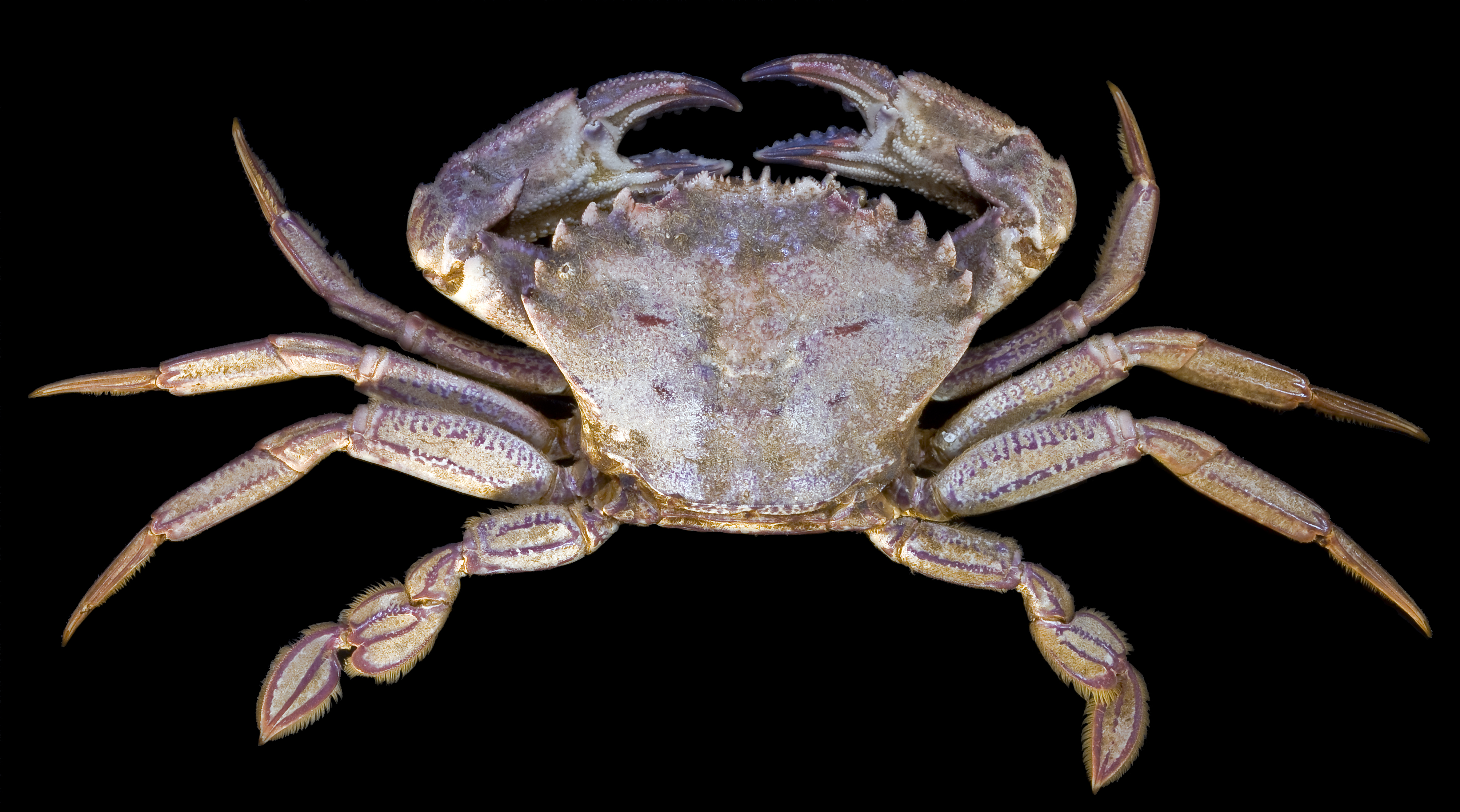
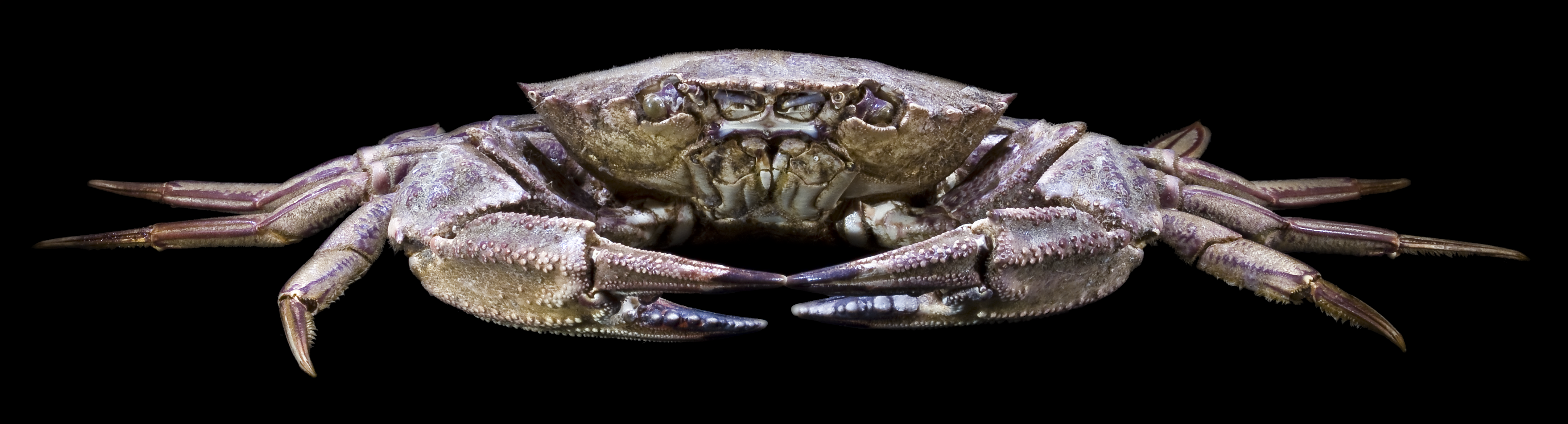
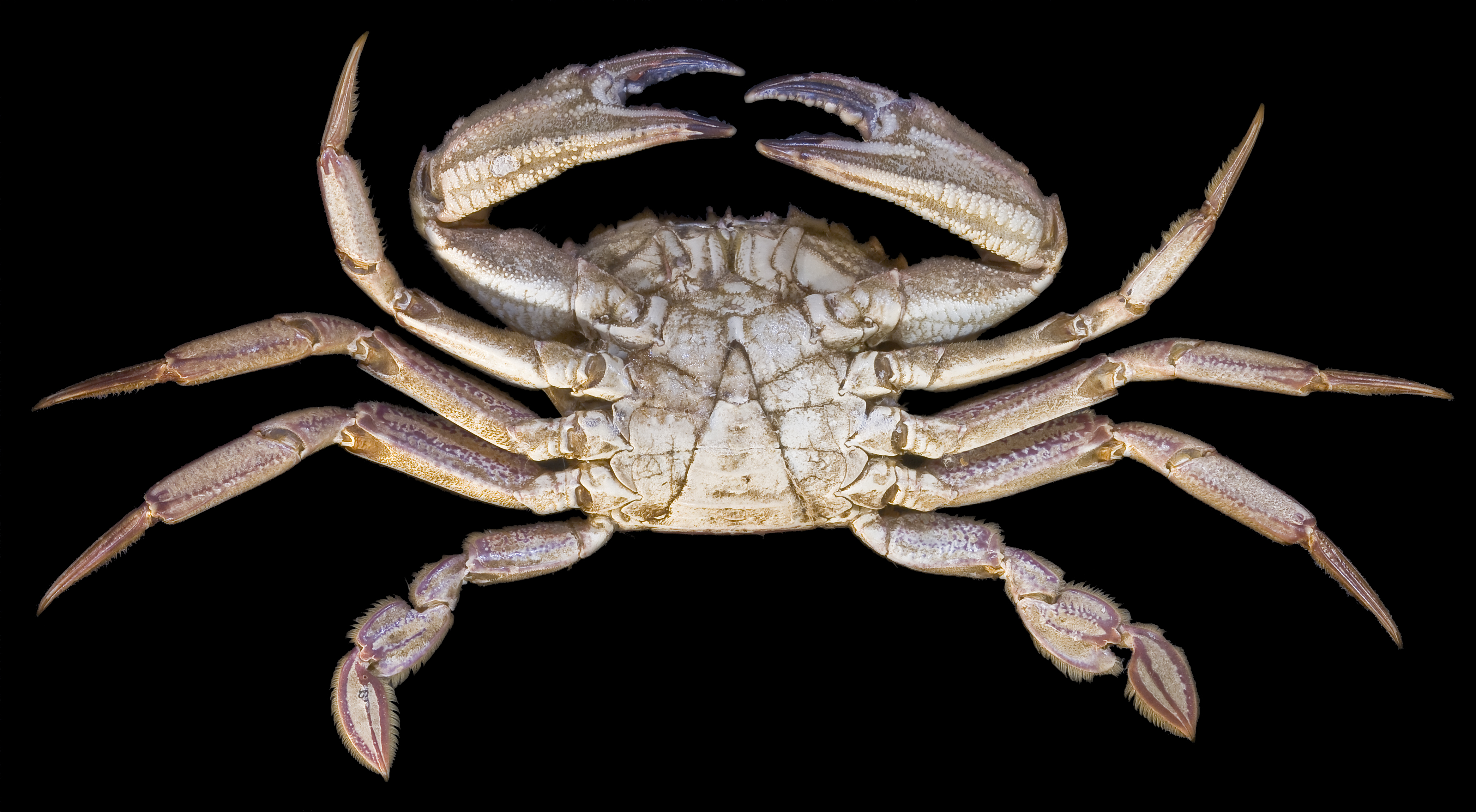